# Buenavista, San Antonio Sinicahua
Buenavista är en ort i Mexiko.   Den ligger i kommunen San Antonio Sinicahua och delstaten Oaxaca, i den sydöstra delen av landet, 300 km sydost om huvudstaden Mexico City. Buenavista ligger 2 588 meter över havet och antalet invånare är 208.
Terrängen runt Buenavista är bergig. Runt Buenavista är det ganska glesbefolkat, med 47 invånare per kvadratkilometer. Närmaste större samhälle är Heroica Ciudad de Tlaxiaco, 16,0 km nordväst om Buenavista. I omgivningarna runt Buenavista växer huvudsakligen savannskog.